# 里奇蘭鎮區 (密蘇里州道格拉斯縣)
里奇蘭鎮區（英語：Richland Township）是位於美國密蘇里州道格拉斯縣的一個行政鎮區。

## 地方資料
里奇蘭鎮區的面積為94.01平方千米，當中陸地面積為93.23平方千米，而水域面積為0.78平方千米。根據2020年美國人口普查的數據，當地共有人口238人，而人口密度為每平方千米2.53人。